# كارل أبراهم
كارل أبراهم (بالألمانية: Karl Abraham)‏ هو من كبار مؤسسي حركة التحليل النفسي، وكان أول من أسّس جمعية فرعية للتحليل النفسي وجعل مركزها برلين عاصمة ألمانيا، لتكون العاصمة الثانية لحركة التحليل النفسي بعد ڤيينا مقر سيجموند فرويد أبو التحليل النفسي.

## نشأته
كارل أبراهم يهودي ألماني من أسرة متوسطة، درس الطب في ڤيرتسبورج، وحصل على الدكتوراه من فرابيورج، وقد ظل يعاني طوال حياته من عداء الألمان لليهود، واشتغل مع بلويلر وزامله في المصحة النفسية الجامعية في برجولزلي، وتعرّف على كارل يونغ، ويبدو أن برجولزلي كانت مركزا للراغبين في امتهان الطب النفسي، وفيها التقي بماركس ايتنجتون الذي أسهم معه في إنشاء جمعية برلين للتحليل النفسي، وقر فرويد واستغرقته كتاباته، ويبدأ يراسله، والتقي به لأول مرة سنة 1908، وتلاميذ أبراهام كثيرون، ومنهم من النوابغ فيليكس بيم، وهيللين دويتش، وجيمس جلوقر، وميلاني كلاين، وساندور رادو، وتيودور رايك، وإرنسب سيمل، وألكس ستارشي، وإدوارد جلوقو.

## سيرته
نشر أبراهام نحو مئة بحث، وأربعة كتب، ومؤلفات تعالج موضوعات مهمة كالعصاب، وتأثير الجنس والعلافات الأسرية في الإصابة به، وسيكلوجية العصاب وخصوصا النوع الوسواسي، والهستيريا، وازدواج الجنسية وعلاقته بتكوين الصفات الخلقية، والفيتيشية، والظروف الإكليزية للقذف المبكر وللعجز الجنسي، والاكتئاب الهوسي، والأحلام، ولعل أهم كتاباته «دراسة قصيرة في نمو الليبدو» [1924] و«تكوين الخلق على المستوى التناسلي من نمو الليبدو»[1925].

## اسهاماته
من اسهامات كارل أبراهم تفريقه في المرحلة الفمية بين الرغبة في المص والرغبة في العض، والمرحلة الشرجية بين الرغبة في الإخراج والرغبة في الإمساك. كان أول أبحاثه ينشره في مجال التحليل النفي هو «الحلم والأسطورة» [1909].

## روابط خارجية
- كارل أبراهم على موقع IMDb (الإنجليزية)
- كارل أبراهم على موقع الموسوعة البريطانية (الإنجليزية)
- كارل أبراهم على موقع أول موفي (الإنجليزية)
- كارل أبراهم على موقع قاعدة بيانات الفيلم (الإنجليزية)